# Cantó de Saint-Louis-1
El cantó de Saint-Louis-1 és un cantó de l'illa de la Reunió, regió d'ultramar francesa de l'oceà Índic. Correspon a una fracció de la comuna de Saint-Louis.

## Història
| Data d'elecció | Identitat         | Partit     |
| -------------- | ----------------- | ---------- |
| 2004 -         | Cyrille Hamilcaro | Nou Centre |